# STYXL1
STYXL1‏ (Serine/threonine/tyrosine interacting like 1) هوَ بروتين يُشَفر بواسطة جين STYXL1 في الإنسان.